# ماوريسيو لاغوس
ماوريسيو لاغوس (بالإسبانية: Mauricio Lagos)‏ هو لاعب كرة قدم ومدرب كرة قدم تشيلي في مركز الوسط، ولد في 5 أبريل 1984 في تالكاهوانو في تشيلي. لعب مع نادي كونسيبسيون ‏.

## وصلات خارجية
- ماوريسيو لاغوس على موقع قاعدة بيانات كرة القدم.إي يو (الإنجليزية)
- ماوريسيو لاغوس على موقع Soccerway.com (الإنجليزية)